# 1559 w literaturze
Wydarzenia literackie w 1559 roku.

## Nowe książki
- Jorge de Montemor, Diana